# Eliška Hladilová
Eliška Hladilová (rozená Skálová, * 23. ledna 1993 Brno) je česká herečka.
Studovala hudebně-dramatický obor na konzervatoři v Brně. Angažmá získala od roku 2014 v Městském divadle Brno.

## Role v Městském divadle Brno
- Shelby Eatentonová Latcheriová – Ocelové magnolie
- Alana Beck – Drahý Evane Hansene
- Bestie – Bílá Voda
- Tetička Edith – Heidi
- Ofelie – Hamlet aneb Hádala se duše s tělem
- Natalie – NE/NORMÁLNÍ
- Casey – První rande
- Hippie, Manekýnka 1., Číšnice/Tanečnice 1., Mary Pat - prodavačka II., Gwen, Návštěvnice opery 1 – Pretty Woman
- Company – Monty Python´s Spamalot
- 1. herečka (Matka Marlene, Pěstounka Edith a další) – Vrabčák a anděl
- Jana Kubecová, 2. delegátka z magistrátu, 1. novinářka, 2. žena z vlaku, 7. host při křtu – Skleněný pokoj
- Josephine Bloom – Big Fish (Velká ryba)